# Phaethón (mitológia)
Phaethón a görög mitológia Nap-istenének, Héliosznak a fia. Héliosz – azaz maga a Nap – minden reggel tüzes szekerével, amelyet négy ló húz, megjelenik az égbolton, végigmegy rajta – ez maga a nappal – majd este eltűnik. Egyszer Héliosz átadta a fiának, Phaethónnak a napszekeret, de a fiatalember tragikus véget ért. Ez az egy mítosz maradt fenn vele kapcsolatban. A történetet Ovidius meséli el az Átváltozásokban.
Phaethón egyszer a barátjának dicsekedett, hogy ő isteni származású, de a barátja ebben kételkedett. Phaethon anyja megerősítette fia szavait, és arra biztatta, hogy menjen el ő maga apja palotájába, és kérdezze meg magától Héliosztól. Ezért Phaethón elment Hélioszhoz, hogy bizonyosságot szerezzen. (Közvetve ebből az derül ki, hogy az ifjú eddig soha nem találkozott az apjával.) A Nap (Héliosz, más néven Phoebus) kedvesen fogadta, és felajánlotta neki, hogy teljesíti egy kívánságát. A fiú azt kérte, hogy vezethesse ő a napszekeret egy egész nap, reggeltől estig. Az apja próbálta lebeszélni, a veszélyekre figyelmeztette, de végül is állta a szavát. Phaethón kézbe vette a gyeplőt, de a lovak megzavarodtak a szokásosnál kisebb súlytól, letértek a kijelölt útról. Az ifjú is megijedt, próbálta megfékezni a lovakat, de nem sikerült neki. Ráadásul megrémült az állatégöv Skorpiójától is, a lovak teljesen megbokrosodtak, és mindenfelé katasztrófákat okoztak: felégetett városok, kiapasztott folyók, elolvasztott jéghegyek, részben elpárologtatott tengerek és ennek következtében újonnan megjelent szigetek kísérték útjukat. Ovidius szerint az etiópiaiak, azaz az afrikaiak ettől kezdve lettek feketék, és a Nílus annyira megrémült, hogy a világ végére bujdosott, és elrejtette a forrását. (Ovidius idejében a Nílus forrása még ismeretlen volt.) A Föld maga is súlyosan megégett, és kérte a főistent, Zeuszt (Ovidiusnál mint római költőnél Jupiter néven szerepel), hogy állítsa meg a fiút. Zeusz ekkor villámával sújtotta Phaethónt, aki az Eridanosz folyóba zuhant, és szörnyethalt.

## Forrás
Publius Ovidius Naso: Átváltozások. mek.oszk.hu. (Hozzáférés: 2020. október 13.)